# Aimpoint

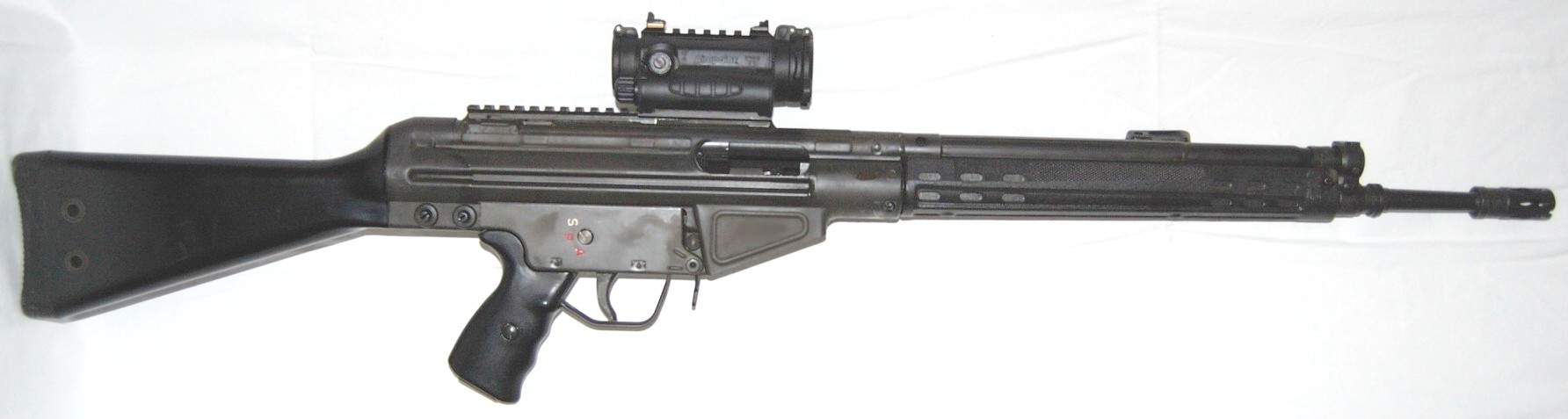
Ak 4B

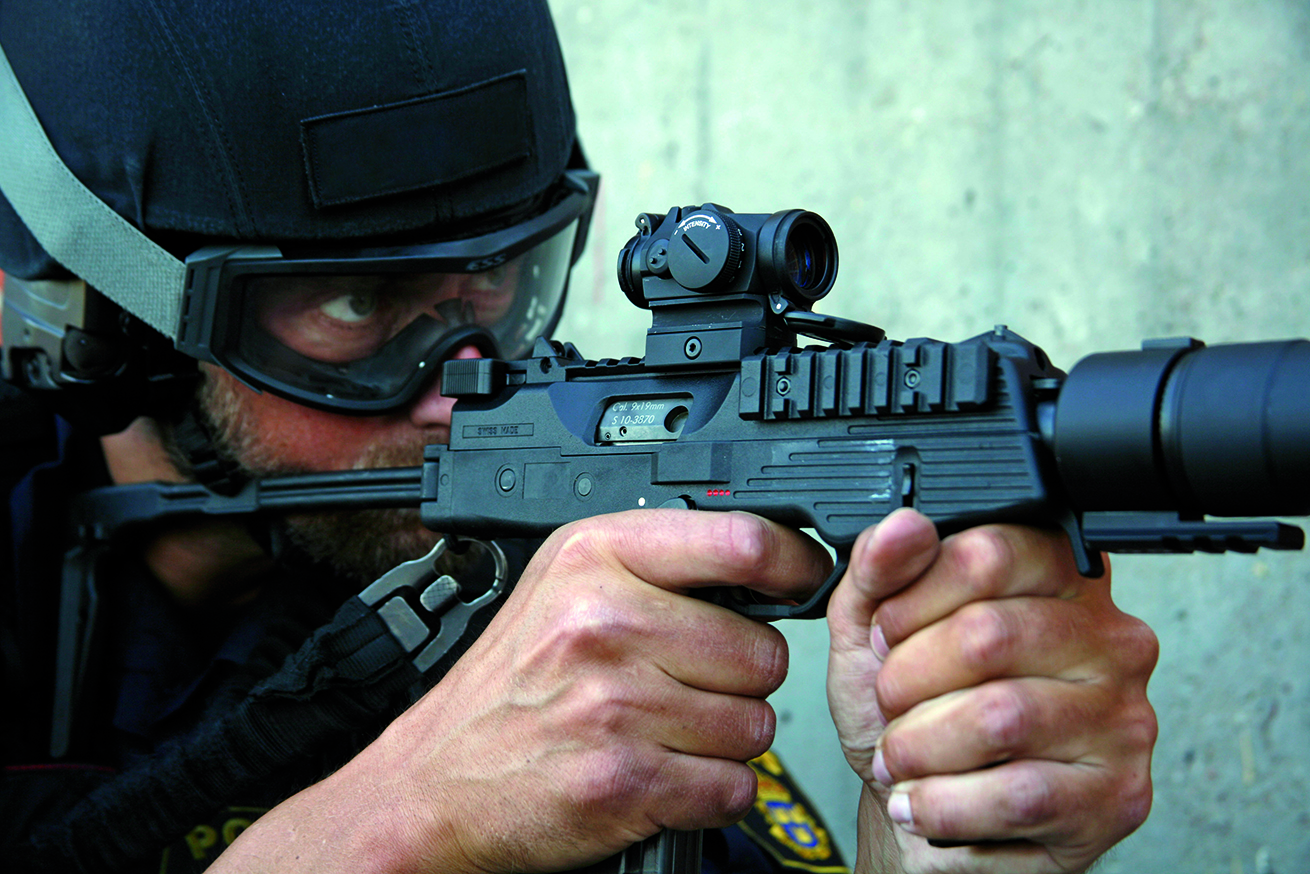

Aimpoint AB är ett privat svenskt företag i Sandbergkoncernen som tillverkar rödpunktsikten och tillbehör för civilt och militärt bruk. Aimpoints rödpunktsikten riktar sig till jakt, sportskytte, polis och militär.

## Historia
Aimpoint grundades 1974 på en uppfinning av John Arne Ingemund Ekstrand och 1975 lanserades det första siktet Aimpoint Electronic.
En av de mer populära modellerna är CompM2 (M68), vilken globalt används av ett flertal militära förband.
Under slutet av 1990-talet och början av 2000-talet kom Försvarets materielverk tillsammans med Försvarsmakten att studera nya sikten till handeldvapen Automatkarbin 4 och Automatkarbin 5. I maj 2002 meddelade FMV att Aimpoint var det företag som vunnit upphandlingen. Upphandlingen berörde 60 000 rödpunktssikten. Ett av kraven på siktena var att batteriet i siktet skulle ha en livstid om minst 10 år vid intensiv användning.

### Översättningar
Den här artikeln är helt eller delvis baserad på material från engelskspråkiga Wikipedia, Aimpoint AB, 2 januari 2012.